# Kalle Grenemark
Karl Gunnar "Kalle" Grenemark (ur. w 1962 w Hedenäset) – szwedzki biathlonista. W Pucharze Świata zadebiutował w sezonie 1982/1983. Pierwsze punkty wywalczył 6 stycznia 1984 roku w Falun, zajmując 23. miejsce w biegu indywidualnym. Nigdy nie stanął na podium zawodów indywidualnych, jednak 5 marca 1989 roku w Hämeenlinna, wspólnie z Rogerem Westlingiem, Larsem Wiklundem i Peterem Sjödénem zajął drugie miejsce w sztafecie. Najlepsze wyniki osiągnął w sezonie 1988/1989, kiedy zajął 69. miejsce w klasyfikacji generalnej. W 1986 roku wystąpił na mistrzostwach świata w Oslo, gdzie zajął 50. miejsce w biegu indywidualnym, 41. miejsce w sprincie i ósme w sztafecie. Na rozgrywanych rok później mistrzostwach świata w Lake Placid uplasował się na 40. pozycji w indywidualnym, 45. pozycji w sprincie i 12. pozycji w sztafecie. Nigdy nie brał udziału w igrzyskach olimpijskich.
Po zakończeniu kariery został komentatorem sportowym dla Sveriges Television i TV4.

## Osiągnięcia

### Mistrzostwa świata
| Rok  | Miejscowość | Konkurencje | Konkurencje | Konkurencje | Konkurencje | Konkurencje | Konkurencje | Konkurencje |
| Rok  | Miejscowość | IN          | SP          | PU          | MS          | RL          | MR          | SR          |
| ---- | ----------- | ----------- | ----------- | ----------- | ----------- | ----------- | ----------- | ----------- |
| 1986 | Oslo        | 50.         | 41.         | nd.         | nd.         | 8.          | nd.         | –           |
| 1987 | Lake Placid | 40.         | 45.         | nd.         | nd.         | 12.         | nd.         | –           |

### Puchar Świata

#### Miejsca w klasyfikacji generalnej
| Sezon     | Miejsce |
| --------- | ------- |
| 1983/1984 | ?       |
| 1984/1985 | -       |
| 1985/1986 | -       |
| 1987/1988 | -       |
| 1988/1989 | 69.     |

#### Miejsca na podium chronologicznie
Grenemark nigdy nie stanął na podium indywidualnych zawodów PŚ.